# Conference Carolinas 2019 (pallavolo maschile)
La Conference Carolinas 2019 si è svolta dal 22 gennaio al 18 aprile 2019: al torneo hanno partecipato 9 squadre universitarie statunitensi e la vittoria finale è andata per la seconda volta al Barton.

## Regolamento
È prevista una stagione regolare che vede le nove formazioni impegnate nella conference affrontarsi due volte tra loro, per un totale di sedici incontri ciascuna; parallelamente vengono disputati anche degli incontri extra-conference contro formazioni appartenenti ad altre conference o non affiliate ad alcuna di esse, dando vita a due classifiche separate una relativa alla Conference Carolinas ed una totale.
- Le prime otto classificate nella classifica della Conference Carolinas accedono al torneo di conference, dove vengono accoppiate col metodo della serpentina e affrontano quarti di finale, semifinali e finale in gara secca;
- La squadra vincitrice del torneo di conference, in virtù della vittoria, ottiene automaticamente il diritto di partecipare alla Final 7 NCAA, mentre le formazioni uscite sconfitte possono essere ripescate sulla base della classifica totale, che assegna attraverso un bye gli ultimi due posti disponibili in Final 7.

## Squadre partecipanti
| Club             | Nickname     | Stagione | Città            | Impianto               | Stagione precedente                                                                  |
| ---------------- | ------------ | -------- | ---------------- | ---------------------- | ------------------------------------------------------------------------------------ |
| Barton           | Bulldogs     | Dettagli | Wilson           | Wilson Gymnasium       | 1ª in Conference Carolinas, Finale al torneo di conference                           |
| Belmont Abbey    | Crusaders    | Dettagli | Belmont          | Wheeler Center         | 4ª in Conference Carolinas, Semifinali al torneo di conference                       |
| Emmanuel         | Lions        | Dettagli | Franklin Springs | Shaw Athletic Center   | 6ª in Conference Carolinas                                                           |
| Erskine          | Flying Fleet | Dettagli | Due West         | Belk Arena             | 8ª in Conference Carolinas, Quarti di finale al torneo di conference                 |
| King             | Tornado      | Dettagli | Bristol          | Student Center Complex | 1ª in Conference Carolinas, Vincitrice di conference; Primo turno in NCAA Division I |
| Lees-McRae       | Bobcats      | Dettagli | Banner Elk       | Williams Gymnasium     | 9ª in Conference Carolinas, Quarti di finale al torneo di conference                 |
| Limestone        | Saints       | Dettagli | Gaffney          | Timken Center          | 6ª in Conference Carolinas, Quarti di finale al torneo di conference                 |
| Mount Olive      | Trojans      | Dettagli | Mount Olive      | Kornegay Arena         | 3ª in Conference Carolinas, Semifinali al torneo di conference                       |
| North Greenville | Crusaders    | Dettagli | Tigerville       | Hayes Gymnasium        | 5ª in Conference Carolinas, Quarti di finale al torneo di conference                 |

## Campionato

### Regular season

#### Classifica
| Pos. | Squadra          | Conference | Conference | Conference | Conference | Overall | Overall | Overall | Overall |
| Pos. | Squadra          | Pt         | G          | V          | P          | Pt      | G       | V       | P       |
| ---- | ---------------- | ---------- | ---------- | ---------- | ---------- | ------- | ------- | ------- | ------- |
| 1.   | Barton           | .875       | 16         | 14         | 2          | .862    | 29      | 25      | 4       |
| 1.   | King             | .857       | 16         | 14         | 2          | .666    | 30      | 20      | 10      |
| 3.   | Belmont Abbey    | .625       | 16         | 10         | 6          | .577    | 26      | 15      | 11      |
| 4.   | Mount Olive      | .562       | 16         | 9          | 7          | .407    | 27      | 11      | 16      |
| 5.   | North Greenville | .500       | 16         | 8          | 8          | .552    | 29      | 16      | 13      |
| 5.   | Limestone        | .500       | 16         | 8          | 8          | .519    | 27      | 14      | 13      |
| 7.   | Emmanuel         | .313       | 16         | 5          | 11         | .345    | 29      | 10      | 19      |
| 8.   | Erskine          | .250       | 16         | 4          | 12         | .250    | 28      | 7       | 21      |
| 9.   | Lees-McRae       | .000       | 16         | 0          | 16         | .087    | 23      | 2       | 21      |

      Qualificate al torneo di conference

### Torneo di Conference
|  | Quarti di finale | Quarti di finale | Quarti di finale |      |               | Semifinali | Semifinali | Semifinali |  |  | Finale | Finale | Finale |
|  |                  |                  |                  |      |               |            |            |            |  |  |        |        |        |
|  | 1                | Barton           | 3                |      |               |            |            |            |  |  |        |        |        |
|  | 8                | Erskine          | 0                |      |               |            |            |            |  |  |        |        |        |
|  | 8                | Erskine          | 0                |      | 1             | Barton     | 3          |            |  |  |        |        |        |
|  |                  |                  |                  |      | 1             | Barton     | 3          |            |  |  |        |        |        |
|  |                  | 5                | Limestone        | 0    |               |            |            |            |  |  |        |        |        |
|  | 4                | 5                | Limestone        | 0    | Mount Olive   | 2          |            |            |  |  |        |        |        |
|  | 4                |                  |                  |      | Mount Olive   | 2          |            |            |  |  |        |        |        |
|  | 5                | Limestone        | 3                |      |               |            |            |            |  |  |        |        |        |
|  |                  |                  |                  |      |               |            |            |            |  |  | 1      | Barton | 3      |
|  |                  |                  | 2                | King | 2             |            |            |            |  |  |        |        |        |
|  | 2                | King             | 3                |      |               |            |            |            |  |  |        |        |        |
|  | 7                | Emmanuel         | 2                |      |               |            |            |            |  |  |        |        |        |
|  | 7                | Emmanuel         | 2                |      | 2             | King       | 3          |            |  |  |        |        |        |
|  |                  |                  |                  |      | 2             | King       | 3          |            |  |  |        |        |        |
|  |                  | 6                | North Greenville | 0    |               |            |            |            |  |  |        |        |        |
|  | 3                | 6                | North Greenville | 0    | Belmont Abbey | 1          |            |            |  |  |        |        |        |
|  | 3                |                  |                  |      | Belmont Abbey | 1          |            |            |  |  |        |        |        |
|  | 6                | North Greenville | 3                |      |               |            |            |            |  |  |        |        |        |

## Premi individuali
| Premio                               | Giocatrice         | Squadra          |
| ------------------------------------ | ------------------ | ---------------- |
| MVP                                  | Vasilīs Mandīlarīs | Barton           |
| All-Tournament Team                  | Aaron Campbell     | North Greenville |
| All-Tournament Team                  | Logan Riley        | Limestone        |
| All-Tournament Team                  | Dalton Johnson     | King             |
| All-Tournament Team                  | Jon Wheaton        | King             |
| All-Tournament Team                  | Adrián Iglesias    | Barton           |
| All-Tournament Team                  | Aggelos Mandīlarīs | Barton           |
| Offensive player of the Year         | Aggelos Mandīlarīs | Barton           |
| Defensive player of the Year         | Aleksa Brković     | Barton           |
| Freshman of the Year                 | Andrew Kohut       | Belmont Abbey    |
| Coach of the Year                    | Jeff Lennox        | Barton           |
| All-Conference Carolinas First Team  | Aggelos Mandīlarīs | Barton           |
| All-Conference Carolinas First Team  | Liam Maxwell       | Belmont Abbey    |
| All-Conference Carolinas First Team  | Sean Kohlhase      | King             |
| All-Conference Carolinas First Team  | Vasilīs Mandīlarīs | Barton           |
| All-Conference Carolinas First Team  | Jon Wheaton        | King             |
| All-Conference Carolinas First Team  | Óscar Fiorentino   | Barton           |
| All-Conference Carolinas First Team  | Aleksa Brković     | Barton           |
| All-Conference Carolinas Second Team | Don Thompson       | Emmanuel         |
| All-Conference Carolinas Second Team | Jackson Gilbert    | North Greenville |
| All-Conference Carolinas Second Team | Eric Visgitis      | Mount Olive      |
| All-Conference Carolinas Second Team | Dalton Johnson     | King             |
| All-Conference Carolinas Second Team | Tobi Azeez         | Mount Olive      |
| All-Conference Carolinas Second Team | Brennan Davis      | Belmont Abbey    |
| All-Conference Carolinas Second Team | Joel Roberts       | Mount Olive      |
| All-Conference Carolinas Third Team  | Luke Visgitis      | Mount Olive      |
| All-Conference Carolinas Third Team  | Keegan Sullivan    | Erskine          |
| All-Conference Carolinas Third Team  | Joshua Kim         | King             |
| All-Conference Carolinas Third Team  | Andrew Kohut       | Belmont Abbey    |
| All-Conference Carolinas Third Team  | Jordan Barreto     | Limestone        |
| All-Conference Carolinas Third Team  | Shane Yeo          | Mount Olive      |
| All-Conference Carolinas Third Team  | Noah Meléndez      | King             |

## Verdetti
| Squadra | Qualificazione  |
| ------- | --------------- |
| Barton  | NCAA Division I |